# Klokoč, Slovacia
Klokoč este o comună slovacă, aflată în districtul Detva din regiunea Banská Bystrica. Localitatea se află la altitudinea de 550 m deasupra n.m., se întinde pe o suprafață de 9,84 km2 și în 2017 număra 516 locuitori.

## Istoric
Localitatea Klokoč este atestată documentar din 1786.

## Demografie
| An:                | 1994 | 2004   | 2014   | 2024   |
| ------------------ | ---- | ------ | ------ | ------ |
| Număr de persoane: | 467  | 469    | 503    | 472    |
| Diferență:         |      | +0,42% | +7,24% | −6,16% |

| An:                | 2023 | 2024   |
| ------------------ | ---- | ------ |
| Număr de persoane: | 479  | 472    |
| Diferență:         |      | −1,46% |